# Pablo Couñago
Pablo González Couñago (ur. 9 sierpnia 1979 w Redondeli) – hiszpański piłkarz występujący na pozycji napastnika.

## Kariera klubowa
Couñago karierę rozpoczynał w 1998 roku w pierwszoligowej Celcie Vigo. W sezonie 1998/1999 wystąpił tam w jednym meczu, a potem został wypożyczony do drugoligowej Numancii Soria. Sezon 1999/2000 spędził natomiast na wypożyczeniu w innym drugoligowcu, Recreativo Huelva. W 2000 roku Couñago powrócił do Celty. W 2001 roku zdobył z nią Puchar Hiszpanii. W barwach Celty rozegrał łącznie 9 spotkań.
W 2001 roku podpisał kontrakt z angielskim Ipswich Town. W Premier League zadebiutował 18 sierpnia 2001 roku w przegranym 0:1 pojedynku z Sunderlandem. W 2002 roku spadł z zespołem do Division One. Graczem Ipswich był przez 4 lata. W tym czasie zagrał tam w 100 meczach i zdobył 31 bramek.
W 2005 roku Couñago powrócił do Hiszpanii, gdzie został zawodnikiem pierwszoligowej Málagi. Pierwszy ligowy mecz zaliczył tam 28 sierpnia 2005 roku przeciwko Celcie Vigo (0:2). 23 października 2005 roku w wygranym 5:0 spotkaniu z Betisem strzelił pierwszego gola w ekstraklasie. W 2006 roku spadł z klubem do drugiej ligi. W Maladze grał jeszcze przez rok.
W 2007 roku Couñago ponownie przeszedł do Ipswich Town, nadal występującego w Championship. Sezon 2010/2011 spędził na wypożyczeniu w innym zespole tej ligi, Crystal Palace. W połowie 2011 roku odszedł z klubu. W 2012 roku podpisał kontrakt z wietnamskim Đồng Tâm Long An, a następnie został zawodnikiem Kitchee SC z Hongkongu. Później z kolei występował w CD Choco, FC Honka, Pallokerho-35 i Alondras CF. W 2017 wrócił do CD Choco.
| Sezon   | Klub              | Kraj      | Rozgrywki        | Mecze | Bramki |
| ------- | ----------------- | --------- | ---------------- | ----- | ------ |
| 1998/99 | Celta Vigo        | Hiszpania | Primera División | 1     | 0      |
| 1998/99 | Numancia Soria    | Hiszpania | Segunda División | 13    | 1      |
| 1999/00 | Recreativo Huelva | Hiszpania | Segunda División | 26    | 4      |
| 2000/01 | Celta Vigo        | Hiszpania | Primera División | 8     | 0      |
| 2001/02 | Ipswich Town      | Anglia    | Premier League   | 13    | 0      |
| 2002/03 | Ipswich Town      | Anglia    | Championship     | 39    | 17     |
| 2003/04 | Ipswich Town      | Anglia    | Championship     | 29    | 11     |
| 2004/05 | Ipswich Town      | Anglia    | Championship     | 19    | 3      |
| 2005/06 | Málaga CF         | Hiszpania | Primera División | 27    | 3      |
| 2006/07 | Málaga CF         | Hiszpania | Segunda División | 27    | 7      |
| 2007/08 | Ipswich Town      | Anglia    | Championship     | 43    | 12     |
| 2008/09 | Ipswich Town      | Anglia    | Championship     | 44    | 9      |
| 2009/10 | Ipswich Town      | Anglia    | Championship     | 27    | 2      |
| 2010/11 | Crystal Palace    | Anglia    | Championship     | 30    | 2      |
| 2012    | Đồng Tâm Long An  | Wietnam   | V-League         | 9     | 5      |
| 2012/13 | Kitchee SC        | Hongkong  | First Division   | 8     | 6      |
| 2013/14 | CD Choco          | Hiszpania | Tercera División | 17    | 15     |
| 2014    | FC Honka          | Finlandia | Veikkausliiga    | 8     | 5      |
| 2015    | Pallokerho-35     | Finlandia | Ykkonen          | 25    | 17     |
| 2016    | Pallokerho-35     | Finlandia | Veikkausliiga    | 9     | 0      |
| 2016/17 | Alondras CF       | Hiszpania | Tercera División | 21    | 11     |
| 2017/18 | CD Choco          | Hiszpania | Tercera División | 22    | 3      |

## Kariera reprezentacyjna
Couñago jest byłym graczem reprezentacji Hiszpanii U-16, U-17, U-18, U-20 oraz U-21. W kadrach młodzieżowych występował w latach 1995–2001. W 1999 roku wraz z kadrą U-20 wziął udział w Mistrzostwach Świata U-20. Jego reprezentacja triumfowała w tym turnieju, a on sam został jego królem strzelców.